# 74e British Academy Film Awards
De 74e British Academy Film Awards werden op 10 en 11 april 2021 uitgereikt in de Royal Albert Hall in Londen.
Op 4 februari 2021 maakte de BAFTA na de eerste stemronde de longlists bekend, een lijst van films en filmmakers die kans maken op een nominatie. De nominaties zelf werden op 9 maart 2021 bekendgemaakt door Aisling Bea en Susan Wokoma. Op 24 maart 2021 raakte bekend dat de prijsuitreiking in twee delen zou opgesplitst worden. Het eerste deel werd op 10 april gepresenteerd door Clara Amfo, het tweede deel werd een dag later gepresenteerd door Edith Bowman en Dermot O'Leary.

## Winnaars en genomineerden
De winnaars staan bovenaan in vet lettertype.

### Beste film
- Nomadland
  - The Father
  - The Mauritanian
  - Promising Young Woman
  - The Trial of the Chicago 7

### Beste regisseur
- Nomadland – Chloé Zhao
  - Another Round – Thomas Vinterberg
  - Babyteeth – Shannon Murphy
  - Minari – Lee Isaac Chung
  - Quo Vadis, Aida? – Jasmila Žbanić
  - Rocks – Sarah Gavron

### Beste originele scenario
- Promising Young Woman – Emerald Fennell
  - Another Round – Tobias Lindholm en Thomas Vinterberg
  - Mank – Jack Fincher
  - Rocks – Theresa Ikoko en Claire Wilson
  - The Trial of the Chicago 7 – Aaron Sorkin

### Beste bewerkte scenario
- The Father – Christopher Hampton en Florian Zeller
  - The Dig – Moira Buffini
  - The Mauritanian – Rory Haines, Sohrab Noshirvani en M.B. Traven
  - Nomadland – Chloé Zhao
  - The White Tiger – Ramin Bahrani

### Beste vrouwelijke hoofdrol
- Frances McDormand – Nomadland
  - Bukky Bakray – Rocks
  - Radha Blank – The Forty-Year-Old Version
  - Vanessa Kirby – Pieces of a Woman
  - Wunmi Mosaku – His House
  - Alfre Woodard – Clemency

### Beste mannelijke hoofdrol
- Anthony Hopkins – The Father
  - Riz Ahmed – Sound of Metal
  - Chadwick Boseman – Ma Rainey's Black Bottom
  - Adarsh Gourav – The White Tiger
  - Mads Mikkelsen – Another Round
  - Tahar Rahim – The Mauritanian

### Beste vrouwelijke bijrol
- Youn Yuh-jung – Minari
  - Niamh Algar – Calm with Horses
  - Kosar Ali – Rocks
  - Maria Bakalova – Borat Subsequent Moviefilm
  - Dominique Fishback – Judas and the Black Messiah
  - Ashley Madekwe – County Lines

### Beste mannelijke bijrol
- Daniel Kaluuya – Judas and the Black Messiah
  - Barry Keoghan – Calm with Horses
  - Alan Kim – Minari
  - Leslie Odom jr. – One Night in Miami
  - Clarke Peters – Da 5 Bloods
  - Paul Raci – Sound of Metal

### Uitzonderlijke Britse film
- Promising Young Woman
  - Calm with Horses
  - The Dig
  - The Father
  - His House
  - Limbo
  - The Mauritanian
  - Mogul Mowgli
  - Rocks
  - Saint Maud

### Uitzonderlijk debuut van een Britse schrijver, regisseur of producent
- His House – Remi Weekes (schrijver/regisseur)
  - Limbo – Ben Sharrock (schrijver/regisseur), Irune Gurtubai (producent)
  - Moffie – Jack Sidey (schrijver/producent)
  - Rocks – Theresa Ikoko en Claire Wilson (schrijvers)
  - Saint Maud – Rose Glass (schrijver/regisseur), Oliver Kassman (producent)

### Beste niet-Engelstalige film
- Another Round
  - Dear Comrades!
  - Minari
  - Les Misérables
  - Quo Vadis, Aida?

### Beste documentaire
- My Octopus Teacher
  - Collective
  - David Attenborough: A Life on Our Planet
  - The Dissident
  - The Social Dilemma

### Beste animatiefilm
- Soul
  - Onward
  - Wolfwalkers

### Beste originele muziek
- Soul – Jon Batiste, Trent Reznor en Atticus Ross
  - Mank – Trent Reznor en Atticus Ross
  - Minari – Emile Mosseri
  - News of the World – James Newton Howard
  - Promising Young Woman – Anthony Willis

### Beste casting
- Rocks – Lucy Pardee
  - Calm with Horses – Shaheen Baig
  - Judas and the Black Messiah – Alexa L. Fogel
  - Minari – Julia Kim
  - Promising Young Woman – Lindsay Graham Ahanonu en Mary Vernieu

### Beste cinematografie
- Nomadland – Joshua James Richards
  - Judas and the Black Messiah – Sean Bobbitt
  - Mank – Erik Messerschmidt
  - The Mauritanian – Alwin H. Küchler
  - News of the World – Dariusz Wolski

### Beste montage
- Sound of Metal – Mikkel E.G. Nielsen
  - The Father – Yorgos Lamprinos
  - Nomadland – Chloé Zhao
  - Promising Young Woman – Frédéric Thoraval
  - The Trial of the Chicago 7 – Alan Baumgarten

### Beste productieontwerp
- Mank – Donald Graham Burt en Jan Pascale
  - The Dig – Maria Djurkovic en Tatiana Macdonald
  - The Father – Peter Francis en Cathy Featherstone
  - News of the World – David Crank en Elizabeth Keenan
  - Rebecca – Sarah Greenwood en Katie Spencer

### Beste kostuumontwerp
- Ma Rainey's Black Bottom – Ann Roth
  - Ammonite – Michael O'Connor
  - The Dig – Alice Babidge
  - Emma. – Alexandra Byrne
  - Mank – Trish Summerville

### Beste grime en haar
- Ma Rainey's Black Bottom – Matiki Anoff, Larry M. Cherry, Sergio Lopez-Rivera en Mia Neal
  - The Dig – Jenny Shircore
  - Hillbilly Elegy – Patricia Dehaney, Eryn Krueger Mekash en Matthew Mungle
  - Mank – Colleen LaBaff, Kimberley Spiteri en Gigi Williams
  - Pinocchio – Dalia Colli, Mark Coulier en Francesco Pegoretti

### Beste geluid
- Sound of Metal – Jaime Baksht, Nicolas Becker, Phillip Bladh, Carlos Cortés en Michelle Couttolenc
  - Greyhound – Beau Borders, Christian P. Minkler, Michael Minkler, Warren Shaw en David Wyman
  - News of the World – Michael Fentum, William Miller, Mike Prestwood Smith, John Pritchett en Oliver Tarney
  - Nomadland – Sergio Diaz, Zach Seivers en M. Wolf Snyder
  - Soul – Coya Elliott, Ren Klyce en David Parker

### Beste visuele effecten
- Tenet – Scott Fisher, Andrew Jackson en Andrew Lockley
  - Greyhound – Pete Bebb, Nathan McGuinness, Sebastian von Overheidt en Whitney Richman
  - The Midnight Sky – Matt Kasmir, Chris Lawrence, Max Solomon en David Watkins
  - Mulan – Sean Faden, Steve Ingram, Anders Langlands en Seth Maury
  - The One and Only Ivan – Santiago Colomo Martinez, Nick Davis, Greg Fisher en Ben Jones

### Beste Britse korte animatie
- The Owl and the Pussycat
  - The Fire Next Time
  - The Song of a Lost Boy

### Beste Britse korte film
- The Present
  - Eyelash
  - Lizard
  - Lucky Break
  - Miss Curvy

## Films met meerdere nominaties
De volgende films kregen meerdere nominaties:
| Nominaties | Film                        | Awards |
| ---------- | --------------------------- | ------ |
| 7          | Nomadland                   | 4      |
| 7          | Rocks                       | 1      |
| 6          | The Father                  | 2      |
| 6          | Mank                        | 1      |
| 6          | Minari                      | 1      |
| 6          | Promising Young Woman       | 2      |
| 5          | Another Round               | 1      |
| 5          | The Mauritanian             |        |
| 5          | The Dig                     |        |
| 4          | Calm with Horses            |        |
| 4          | Judas and the Black Messiah | 1      |
| 4          | News of the World           |        |
| 4          | Sound of Metal              | 2      |
| 3          | His House                   | 1      |
| 3          | Ma Rainey's Black Bottom    | 2      |
| 3          | Soul                        | 2      |
| 3          | The Trial of the Chicago 7  |        |
| 2          | Greyhound                   |        |
| 2          | Limbo                       |        |
| 2          | Quo Vadis, Aida?            |        |
| 2          | Saint Maud                  |        |
| 2          | The White Tiger             |        |

## BAFTA Fellowship
- Ang Lee

## Rising Star Award
- Bukky Bakray
  - Kingsley Ben-Adir
  - Morfydd Clark
  - Ṣọpẹ Dìrísù
  - Conrad Khan

## Uitzonderlijke Britse bijdrage aan de cinema
- Noel Clarke[5]